# Храм Сергия Радонежского (Тверь)
Церковь Сергия Радонежского — православный храм в Твери. Расположен в районе Затверечье, на улице Розы Люксембург, 19.
В середине XVIII века на месте современной церкви находился деревянный храм Воскресения Христова, построенный на пожертвования прихожан. Деревянный храм был разорён литовцами, но его развалины сохранялись довольно долго.
В 1775-м году тверской купец Григорий Богданов начал строительство нового каменного храма. Строительство храма было завершено через пять лет, в 1780-м году. В память о бывшем Воскресенском храме в новый Сергиевский была перенесена старинная икона большого размера «Воскресение Христово», повешена на правом столпе у западного входа в церковь.
В 1834-м году по проекту губернского архитектора Ивана Федоровича Львова на средства купца Михаила Богданова к храму была пристроили колокольню и расширили трапезную с двумя приделами.
Последнее богослужение в храме совершилось в январе 1930 года. После распада СССР храм был передан верующим, в 2004 году снова была отслужена литургия.